# Seznam ostrovů Dánska
Dánsko má 406 ostrovů (dánsky ø, množné číslo øer), pokud se počítají pouze ostrovy mateřské země v Severním moři a Baltském moři, bez autonomních zámořských území Grónsko (největší ostrov světa) a Faerské ostrovy (osmnáct hlavních ostrovů a více než sedm set ostrůvků). Z toho je okolo sedmdesáti ostrovů obydleno, na ostrově Sjælland leží také hlavní město Kodaň. Ostrovy tvoří necelou třetinu dánského území (zbytek leží na Jutském poloostrově) a žije na nich více než polovina obyvatel země. Celková délka dánského pobřeží činí 7 314 km. Ze 443 pojmenovaných ostrovů splňuje 406 oficiální definici, podle níž musí být ostrov obklopen vodou hlubokou nejméně půl metru a musí na něm růst vegetace.

## Vznik a zánik ostrovů
Počet ostrovů kolísá: například druhý největší z nich, Severojutský ostrov, vznikl teprve roku 1825, kdy byla po bouři zaplavena šíje spojující ho s pevninou. Naproti tomu Jordsand ve Waddenzee zmizel pod mořskou hladinou v důsledku orkánu Anatol v roce 1999. Dánsko má i řadu umělých ostrovů, jako je Christianshavn u Kodaně.

## Tabulka ostrovů
Tabulka uvádí ostrovy s rozlohou přes 7 km².
| #  | ostrov              | rozloha (km²) | pobřeží (km) | max.nadm. výška (m) | nejvyšší vrchol   | počet obyvatel | hustota zalidnění | největší sídlo   | část státu            | část moře                     | souostroví           | lokalizace                       |
| -- | ------------------- | ------------- | ------------ | ------------------- | ----------------- | -------------- | ----------------- | ---------------- | --------------------- | ----------------------------- | -------------------- | -------------------------------- |
| 1  | Sjælland            | 7 031,30      | —            | 126                 | Kobanke           | 2 327 923      | 331,08            | Kodaň            | Hovedstaden, Sjælland | Kattegat, Dánské úžiny        | —                    | 55°32′ s. š., 11°51′ v. d.       |
| 2  | Severojutský ostrov | 4 685,73      | —            | 136                 | Knøsen            | 293 266        | 62,59             | Hjørring         | Nordjylland           | Kattegat, Skagerrak, Limfjord | —                    | 57°20′ s. š., 10° v. d.          |
| 3  | Fyn                 | 2 984,56      | —            | 131                 | Frøbjerg Bavnehøj | 470 880        | 157,77            | Odense           | Syddanmark            | Dánské úžiny                  | —                    | 55°21′1″ s. š., 10°21′21″ v. d.  |
| 4  | Lolland             | 1 242,86      | —            | 30                  | Birket Bavnehøj   | 58 032         | 46,69             | Nakskov          | Sjælland              | Dánské úžiny                  | Sydhavsøerne         | 54°46′10″ s. š., 11°25′28″ v. d. |
| 5  | Bornholm            | 588,15        | —            | 162                 | Rytterknægten     | 39 570         | 67,28             | Rønne            | Hovedstaden           | Baltské moře                  | —                    | 55°7′30″ s. š., 14°55′ v. d.     |
| 6  | Falster             | 513,76        | —            | 44                  | Bavnehøj          | 42 221         | 82,18             | Nykøbing Falster | Sjælland              | Dánské úžiny                  | Sydhavsøerne         | 54°48′ s. š., 11°58′ v. d.       |
| 7  | Mors                | 363,31        | —            | 89                  | Salgerhøj         | 20 031         | 55,13             | Nykøbing Mors    | Nordjylland           | Limfjord                      | —                    | 56°47′10″ s. š., 8°44′20″ v. d.  |
| 8  | Als                 | 312,22        | —            | 81                  | —                 | 49 199         | 157,58            | Sønderborg       | Syddanmark            | Malý Belt, Alssund            | Jihofynské ostrovy   | 55° s. š., 9°53′ v. d.           |
| 9  | Langeland           | 283,84        | —            | 46                  | Skøvlebjerg       | 12 137         | 42,76             | Rudkøbing        | Syddanmark            | Velký Belt                    | Jihofynské ostrovy   | 54°56′0″ s. š., 10°47′0″ v. d.   |
| 10 | Møn                 | 217,75        | —            | 143                 | Aborrebjerg       | 9 226          | 42,37             | Stege            | Sjælland              | Grønsund                      | Sydhavsøerne         | 55° s. š., 12°20′ v. d.          |
| 11 | Rømø                | 128,86        | —            | 19                  | Høstbjerg         | 559            | 4,34              | Havneby          | Syddanmark            | Severní moře, Waddenské moře  | Severofríské ostrovy | 55°8′ s. š., 8°31′ v. d.         |
| 12 | Samsø               | 112,06        | —            | 64                  | Ballebjerg        | 3 682          | 32,86             | Tranebjerg       | Midtjylland           | Samsø Bælt                    | —                    | 55°51′36″ s. š., 10°37′12″ v. d. |
| 13 | Læsø                | 101,22        | —            | 24                  | Hoysande          | 1 764          | 17,43             | Byrum            | Nordjylland           | Kattegat                      | —                    | 57°14′26″ s. š., 11°1′31″ v. d.  |
| 14 | Amager              | 96,29         | —            | —                   | —                 | 212 661        | 2 208,55          | Tårnby           | Hovedstaden           | Øresund                       | —                    | 55°37′ s. š., 12°35′ v. d.       |
| 15 | Ærø                 | 88,07         | 167          | 68                  | Synneshøj         | 5 951          | 67,57             | Marstal          | Syddanmark            | Malý Belt                     | Jihofynské ostrovy   | 54°53′ s. š., 10°20′ v. d.       |
| 16 | Tåsinge             | 69,79         | —            | —                   | —                 | 6 275          | 89,91             | Vindeby          | Syddanmark            | Svendborgsund                 | Jihofynské ostrovy   | 55° s. š., 10°36′ v. d.          |
| 17 | Fanø                | 55,78         | —            | 21                  | Pælebjerg         | 3 456          | 61,96             | Nordby           | Syddanmark            | Severní moře, Waddenské moře  | Severofríské ostrovy | 55°24′51″ s. š., 8°24′37″ v. d.  |
| 18 | Anholt              | 22,37         | —            | 48                  | Sonderbjerg       | 136            | 6,08              | Anholt           | Midtjylland           | Kattegat                      | —                    | 56°42′ s. š., 11°34′ v. d.       |
| 19 | Fur                 | 22,29         | —            | 76                  | Lille Jenshøj     | 757            | 33,96             | Nederby          | Midtjylland           | Limfjord                      | —                    | 56°49′54″ s. š., 9°1′27″ v. d.   |
| 20 | Fejø                | 16,00         | —            | 13                  | Bibjerg           | 455            | 28,44             | Vesterby         | Sjælland              | Smålandsfarvandet             | Sydhavsøerne         | 54°56′55″ s. š., 11°25′3″ v. d.  |
| 21 | Saltholm            | 15,99         | —            | 5                   | —                 | 2              | 0,13              | Holmegård        | Hovedstaden           | Øresund                       | —                    | 55°38′28″ s. š., 12°45′35″ v. d. |
| 22 | Orø                 | 15,02         | —            | —                   | —                 | 968            | 64,45             | Bybjerg          | Sjælland              | Isefjord (Kattegat)           | —                    | 55°46′ s. š., 11°49′ v. d.       |
| 23 | Endelave            | 13,08         | —            | —                   | —                 | 154            | 11,77             | Endelave         | Midtjylland           | Kattegat                      | —                    | 55°45′35″ s. š., 10°17′46″ v. d. |
| 24 | Bogø                | 13,07         | —            | 32                  | —                 | 1 182          | 90,44             | Bogø             | Midtjylland           | Grønsund, Storstrømmen        | Sydhavsøerne         | 55°45′35″ s. š., 10°17′46″ v. d. |
| 25 | Sejerø              | 12,37         | —            | 30                  | Kongshøj          | 342            | 27,64             | Sejerby          | Sjælland              | Sejerø Bugd (Kattegat)        | —                    | 55°53′11″ s. š., 11°8′44″ v. d.  |
| 26 | Femø                | 11,38         | —            | 22                  | Issemosebjerg     | 112            | 9,84              | Norreby          | Sjælland              | Smålandsfarvandet             | Sydhavsøerne         | 54°58′ s. š., 11°32′0″ v. d.     |
| 27 | Jegindø             | 7,91          | —            | 13                  | —                 | 416            | 52,59             | Jegind           | Nordjylland           | Limfjord                      | —                    | 56°39′5″ s. š., 8°36′54″ v. d.   |
| 28 | Mandø               | 7,63          | —            | 2                   | —                 | 31             | 4,06              | Mandø By         | Syddanmark            | Severní moře, Waddenské moře  | Severofríské ostrovy | 55°16′50″ s. š., 8°33′10″ v. d.  |
| 29 | Thurø               | 7,53          | —            | —                   | —                 | 3 658          | 485,79            | Thurø By         | Syddanmark            | Svendborgsund                 | Jihofynské ostrovy   | 55°2′40″ s. š., 10°41′ v. d.     |
| 30 | Alrø                | 7,51          | —            | 15                  | —                 | 150            | 19,97             | Alrø By          | Midtjylland           | Horsens Fjord                 | —                    | 55°51′35″ s. š., 10°3′57″ v. d.  |

## Menší obydlené ostrovy
K Dánsku patří také souostroví Ertholmene (východně od Bornholmu), Hirsholmene v průlivu Kattegat.

## Galerie

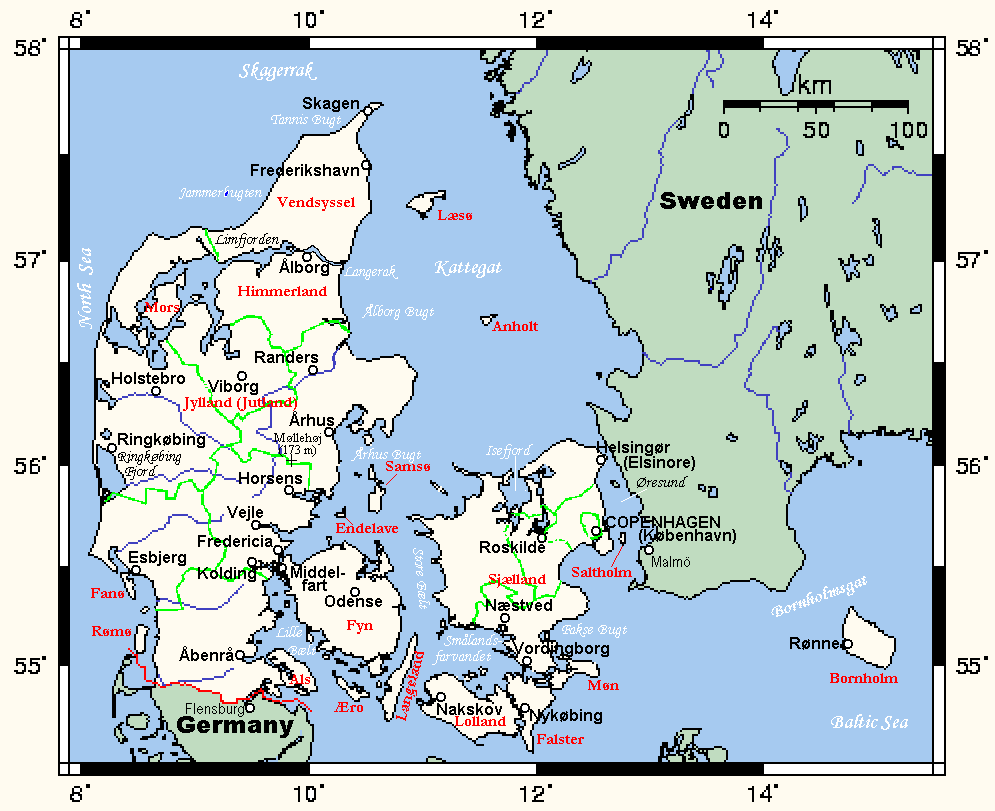
Mapa Dánska
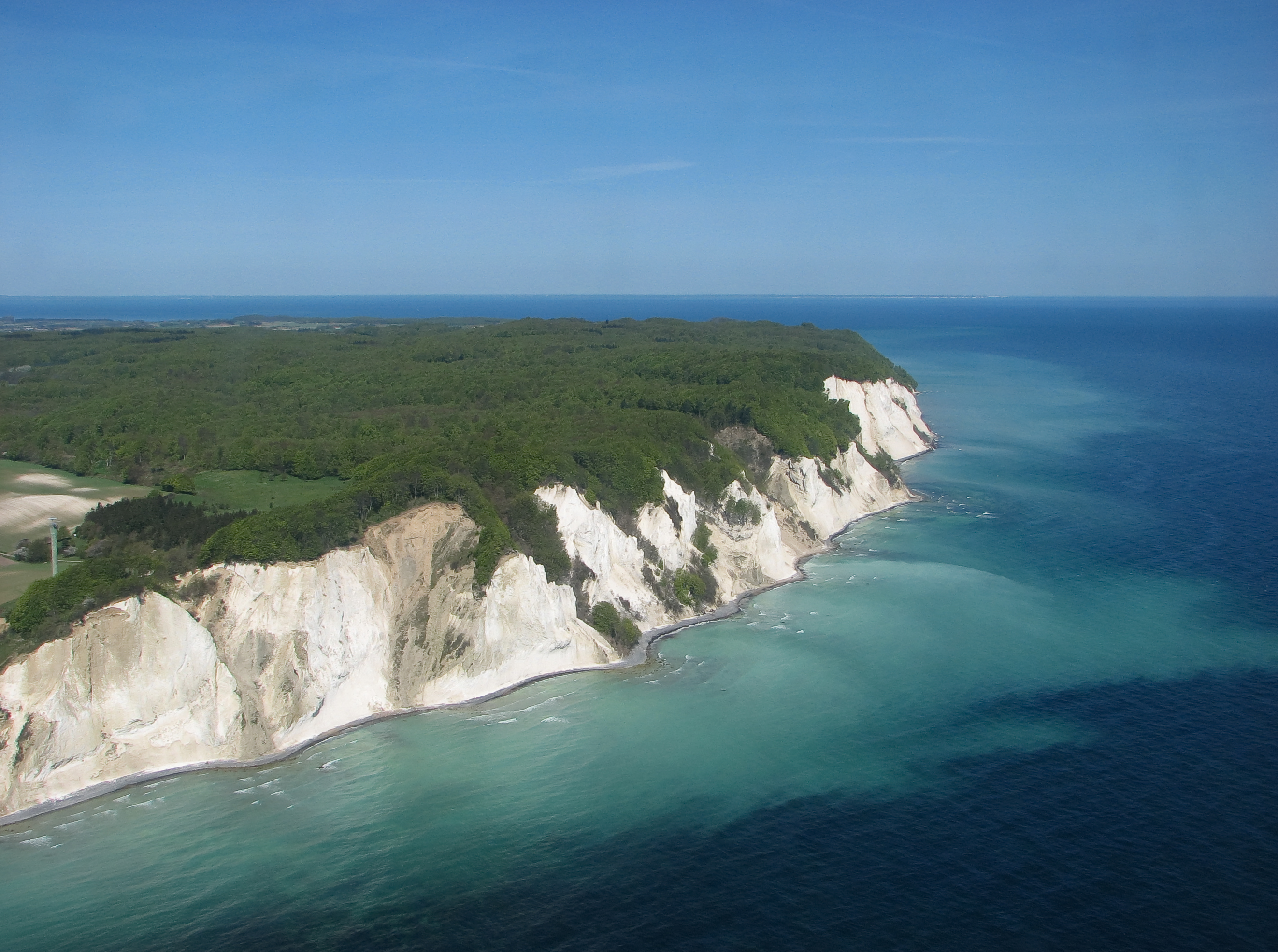
Útesy na pobřeží ostrova Møn
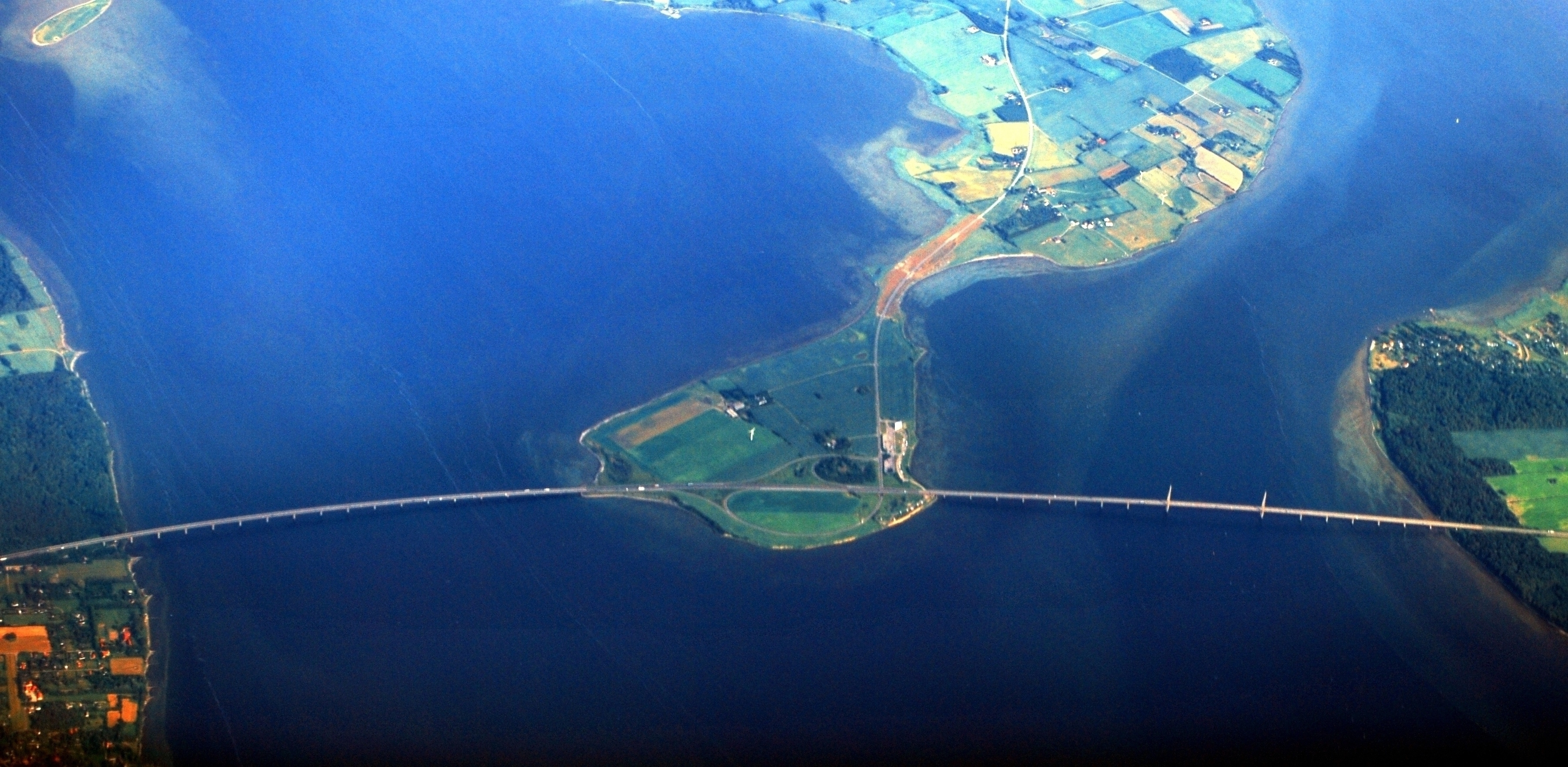
Letecký pohled na Mosty Farø